# Geher-Länderkampf der Männer 1955 BR Deutschland – Dänemark
| 3. Leichtathletik-Länderkampf mit bundesdeutscher Beteiligung 1955 | 3. Leichtathletik-Länderkampf mit bundesdeutscher Beteiligung 1955 |               |
| ------------------------------------------------------------------ | ------------------------------------------------------------------ | ------------- |
|                                                                    |                                                                    |               |
| Geher-Vergleich der Männer: BR Deutschland – Dänemark              |                                                                    |               |
| Austragungsort                                                     | Kiel                                                               |               |
| Wettbewerbe                                                        | 2                                                                  |               |
| Datum                                                              | 24. Juli 1955                                                      |               |
| 1. FRG 2. DNK                                                      | 27 P 17 P                                                          |               |
| Chronik                                                            |                                                                    |               |
| ← FRG-YUG (M)                                                      | GBR-FRG (F) →                                                      | GBR-FRG (F) → |

Der dritte Ländervergleich des Länderkampfjahres 1955 war wieder speziell bezogen auf eine Disziplin. Am 24. Juli trafen die bundesdeutschen Geher in Kiel zum dritten Mal auf Dänemark. Beide vorangegangenen Aufeinandertreffen hatten Deutschlands Geher für sich entschieden.

## Wettbewerbe und Modus
Auf dem Programm standen Wettbewerbe über zehn und diesmal fünfzig Kilometer. Die Regeln waren dieselben wie beim letzten Mal. Von vier Startern je Land in den beiden Wettbewerben kamen die jeweils besten drei in die Wertung. Der erste Rang brachte sieben Punkte, der zweite fünf, der dritte vier usw. Der sechste Platz wurde noch mit einem Punkt belohnt.

## Ergebnis
Trotz des ersten Platzes eines dänischen Gehers im Wettbewerb über fünfzig Kilometer entschied die Bundesrepublik Deutschland beide Disziplinen für sich. So gewann die Bundesrepublik den Länderkampf deutlich mit 27 zu siebzehn Punkten.

## Legende
Kurze Übersicht zur Bedeutung der Symbolik – so üblicherweise auch in sonstigen Veröffentlichungen verwendet:
| DNF | nicht im Ziel (did not finish) |

## Resultat

### 20-km-Gehen
| Platz | Athlet           | Land | Zeit (h)  |
| ----- | ---------------- | ---- | --------- |
| 1     | Siegfried Kemper | FRG  | 1:41:52,0 |
| 2     | Viktor Siuda     | FRG  | 1:45:18,2 |
| 3     | Erik Reib        | DNK  | 1:49:03,0 |
| 4     | Joachim Kappe    | FRG  | 1:51:24,0 |
| 5     | Leif Wernblad    | DNK  | 1:52:49,0 |
| 6     | Einar Kraft      | DNK  | 1:53:16,0 |
| 7     | Lamen            | DNK  | 1:53:33,0 |
| DNF   | Claus Biethan    | FRG  |           |

### 50-km-Gehen
| Platz | Athlet           | Land | Zeit (h) |
| ----- | ---------------- | ---- | -------- |
| 1     | Harry Kristensen | DNK  | 4:54:23  |
| 2     | Walter Stoltz    | FRG  | 5:08:26  |
| 3     | Robert Kübler    | FRG  | 5:16:12  |
| 4     | Emil Griem       | FRG  | 5:16:12  |
| 5     | Werner Thiele    | FRG  | 5:31:17  |
| 6     | Madsen           | DNK  | 5:32:31  |
| 7     | Rasmussen        | DNK  | 5:35:11  |

Dänemark stellte nur 3 Teilnehmer.